# Lisa Falk – Eine Frau für alle Fälle
Lisa Falk – Eine Frau für alle Fälle ist eine 13-teilige Justizfernsehserie des ZDF von Benedikt Röskau mit Ulrike Kriener als Anwältin in der Titelrolle aus dem Jahr 1998. Der Titelsong Like A Star in the Night wurde von Gitte Haenning interpretiert.
Die erste und die siebte Folge erschienen als Roman unter den Titeln Anwältin Lisa Falk. Tödlicher Freispruch. Der erste Roman zur Serie im ZDF. und Anwältin Lisa Falk. Gefährliche Liebe. Der zweite Roman zur Serie im ZDF.

## Handlung
Die Rechtsanwältin Lisa Falk orientiert sich nach ihrer Scheidung neu und bearbeitet engagiert ihre Fälle zusammen mit ihrem kleinen Team. Dabei lernt sie das Privatleben ihrer Klienten kennen und sorgt dort für Gerechtigkeit. Zu ihrem eigenen Privatleben gehören der neue Freund Chris, Tochter Jessica und Freundin Waltraud.

## Episodenliste
| Nr. | Episodentitel                    | Erstausstrahlung   |
| --- | -------------------------------- | ------------------ |
| 1   | Tödlicher Freispruch (Pilotfilm) | 26. September 1998 |
| 2   | Der letzte Besucher              | 3. Oktober 1998    |
| 3   | Der Tod des Professors           | 10. Oktober 1998   |
| 4   | Ein ganz einfacher Fall          | 17. Oktober 1998   |
| 5   | Die schwarze Witwe               | 24. Oktober 1998   |
| 6   | Die Falle                        | 31. Oktober 1998   |
| 7   | Gefährliche Liebe                | 7. November 1998   |
| 8   | Zeugin der Anklage               | 14. November 1998  |
| 9   | Sturzflug                        | 21. November 1998  |
| 10  | Lösegeld                         | 28. November 1998  |
| 11  | Champagner und Currywurst        | 5. Dezember 1998   |
| 12  | Ende einer Party                 | 12. Dezember 1998  |
| 13  | Abgezogen                        | 19. Dezember 1998  |